# Timea ohuirae
Timea ohuirae är en svampdjursart som beskrevs av Carballo och Cruz-Barraza 2006. Timea ohuirae ingår i släktet Timea och familjen Timeidae. Inga underarter finns listade i Catalogue of Life.